# Komnick
Die Franz Komnick und Söhne AG (im Export auch unter der Bezeichnung Komnik bekannt) war ein deutscher Nutzfahrzeughersteller aus Elbing im früheren Ostpreußen (bis 1920 zu Westpreußen), welcher zwischen 1913 und 1930 vor allem mit dem Bau leichter und mittelschwerer Lastkraftwagen und Omnibussen beschäftigt war. Außer LKW stellte das Unternehmen mit zu seiner Blütezeit 2000 Beschäftigten PKW, Kraftschlepper und Tragpflüge (motorisierte Pflüge) her. Das Unternehmen wurde nach dem Konkurs noch 1930 von der Büssing AG übernommen und als eigenes Werk weitergeführt. Die Produktion endete am 23. Januar 1945 mit der Besetzung von Elbing durch die sowjetische Rote Armee, wobei die meisten Mitarbeiter mit ihren Familien sich mit den letzten fertiggestellten Lastwagen und Omnibussen in Richtung Westen auf den Weg machten.

## Geschichte

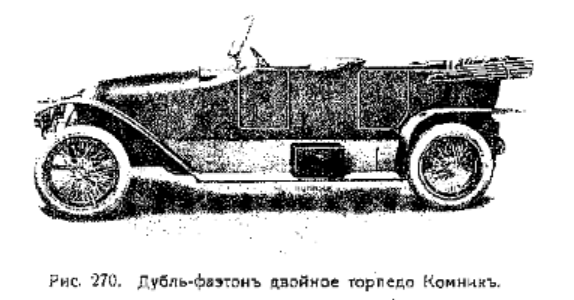
Komnick Automobil von 1913

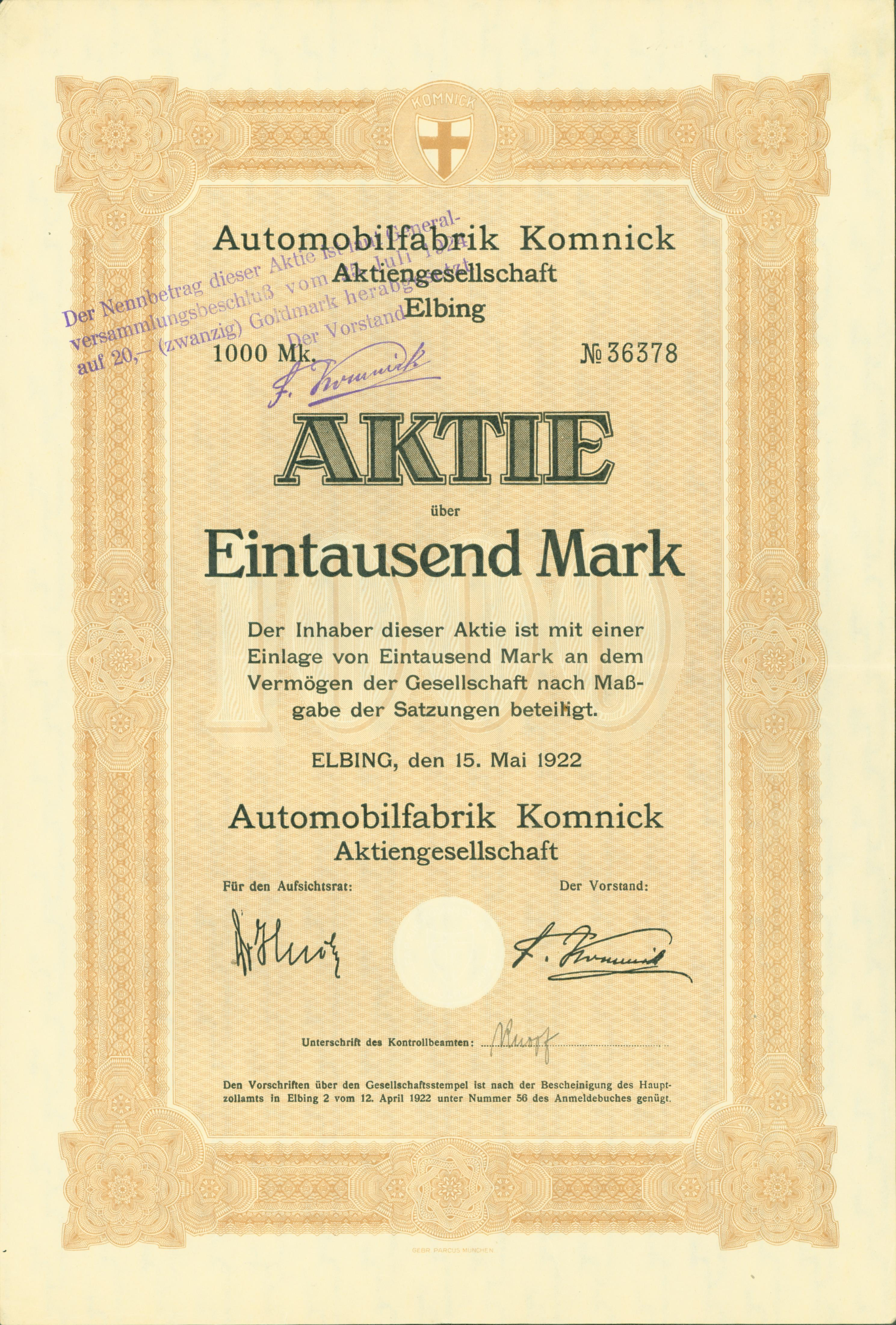
Aktie über 1000 Mark der Automobilfabrik Komnick AG vom 15. Mai 1922

Die Gesellschaft wurde von Franz Komnick 1906 als Maschinenfabrik gegründet und war in Elbing ansässig. 1913 begann im Vorfeld des Ersten Weltkriegs der Bau von Lastkraftwagen für 3 und 5 t Nutzlast, die zunächst fast ausschließlich für militärische Zwecke Verwendung fanden, nach dem Ersten Weltkrieg aber in ziviler Version weitgehend unverändert weitergebaut wurden. 1920 kam Elbing im Zuge der Abtretung des Großteils von Westpreußen an das wieder erstandene Polen zu Ostpreußen, was die weitere Existenz des Betriebes sicherte. Am 15. Mai 1922 wurde die Rechtsform in eine Aktiengesellschaft umgewandelt. In diesem Jahr wurde ein neues Lastkraftwagen-Programm vorgestellt, welches von 2,5 bis 5 t Nutzlast reichte. Diese Fahrzeuge wurden von Josef Vollmer konstruiert. 1929 wurde der Traktor vom Typ Komnick PT auf Basis des Benz-Sendling BK vorgestellt.
Während zunächst Komponenten von anderen Firmen bezogen wurden, wurden nach und nach alle Baugruppen im eigenen Werk hergestellt, darunter eigene Motoren. Der schwere 4,5 t-LKW wurde mit einem Reihen-Sechszylinder-Ottomotor von Maybach ausgestattet. 1925 wurde das Komnick-LKW-Programm überarbeitet und es erschien ein 2,5-t-Schnellastwagen mit Niederrahmenbauart, der für den Bau von Omnibussen verwendet werden konnte. Im gleichen Jahr konnten die Komnick-LKW erfolgreich an der sogenannten Russischen Prüfungsfahrt (Russlandfahrt) über 2000 km teilnehmen und die Fünftonner-LKW wurden im zivilen Bereich sehr gut verkauft. Nicht wenige gingen dabei in den Export in die Sowjetunion, wo sie als Komnik bekannt waren. Zu dieser Zeit hatte das Unternehmen etwa 800 Mitarbeiter. 1926 wurde es mit modernsten Maschinen ausgestattet und besaß eine eigene Rahmenzieherei sowie Gießerei.
Trotz technisch fortschrittlicher Konstruktionen geriet das Unternehmen durch die Weltwirtschaftskrise in die Verlustzone und musste 1930 in Konkurs gehen, nachdem ein zugesagter Staatskredit wieder zurückgezogen wurde. Das Konkursverfahren begann am 2. April 1930. Dies lag nicht unerheblich daran, dass sich die Firma überwiegend auf den eher strukturschwachen regionalen Markt in Ostpreußen und Umgebung konzentriert hatte und nicht mehr profitabel arbeiten konnte. Als Folge wurde das Werk noch 1930 von der Büssing AG, die bereits im selben Jahr die Nationale Automobil-Gesellschaft (NAG) aus Berlin aufgekauft hatte und ab 1. Januar 1931 Büssing-NAG Vereinigte Nutzkraftwagen AG hieß, übernommen und zunächst unter dem Namen „Büssing-NAG Werk Ost“ (Elbing) weitergeführt.
Hier wurden unter der Regie von Büssing zunächst einige wenige Komnick-Fahrzeuge aus dem früheren Programm wie der Straßenschlepper in überarbeiteter Form weitergebaut, danach Karosserien sowie Aufbauten für Büssing-Omnibusse entwickelt, darunter ab 1936 Aufbauten für die ersten Serienexemplare des Trambus als Frontlenker mit Unterflurmotor der Typen 650 TU (Zweiachser) und 900 TU (Dreiachser). 1938 folgte eine Serie von Doppeldeckern vom Typ Büssing-NAG 900N für Hamburg, München und Braunschweig sowie Busanhänger. Für die hier hergestellten Büssing-Omnibusse wurde dabei informell die Bezeichnung Büssing-Elbing verwendet.
Während des Zweiten Weltkriegs ab Herbst 1939 ging der Bau von Büssing-Omnibussen und Lastwagen weiter, wobei das Werk mit der Stadt Elbing von Kriegsschäden praktisch völlig verschont blieb. Die Omnibusse und Lastwagen für den zivilen Einsatz wurden vorwiegend auf Holzgasantrieb umgerüstet.
Das Werk wurde nach dem Krieg von den Sowjets völlig demontiert, wobei sie sämtliche Anlagen als sogenannte „Reparationen“ ins eigene Land verbrachten, so dass es für Büssing-NAG (ab 1949 wieder als Büssing AG firmierend) verloren war.

## Übersicht über Automobile
Der C 2 war zwischen 1923 und 1927 als Pkw und Lieferwagen erhältlich. Daneben gab es die Lkw 3 W von 1922 bis 1928, 5 L und/oder 5 W von 1922 bis 1930 und 2 T von 1925 bis 1927. Der 2 N aus der Zeit von 1924 bis 1927 war ein Bus.

## Erhaltene Fahrzeuge
Heute sind originale Komnick-Fahrzeuge extrem selten geworden. Es sind in Deutschland sowie dem benachbarten Ausland nur noch einige erhaltene Schlepper bekannt.
Ein funktionstüchtiger Komnick Traktor befindet sich in Frankreich im »Musée de la Machine Agricole et de la Ruralité« in 58200 Saint Loup des Bois.